# Hermann Weiß
Hermann »Harry« Weiß, avstrijski hokejist, * 17. marec 1909, Dunaj, † 16. maj 1979, Camden, London, Anglija, Združeno kraljestvo.
Weiß je v avstrijski ligi igral za klub Wiener EV, za avstrijsko reprezentanco je igral na dveh olimpijskih igrah, več svetovnih prvenstvih, kjer je bil dobitnik ene bronaste medalje, in več evropskih prvenstvih, kjer je bil dobitnik ene zlate medalje.